# Тофт, Эрик Торстейнсен
Эрик Торстейнсен Тофт (норв. Erik Thorsteinsen Toft; род. 14 ноября 1992 года) — норвежский гандболист, игрок датского клуба КИФ из Коллинга и сборной Норвегии.

## Карьера

### Клубная карьера
Эрик Тофт воспитанник клуба Эльверум Гандбол. Эрик Торстейнсен Тофт выступает за норвежский клуб «Эльверум Гандбол» с 2010 года. Эрик Тофт дебютировал в чемпионате Норвегии 12 сентября 2010 года в матче  против Уппсал Гандбол. 19 сентября 2010 года, в матче против Волеранга Гандбол Эрик Торстейнсен Тофт забросил 1 мяч. По итогам сезона 2010/11 Эрик Тофт сыграл в чемпионате Норвегии 22 матча и забросил 20 мячей. По итогам сезона 2013/14 чемпионата Норвегии, в команде Эльверум Гандбол Эрик Торстейнсен Тофт стал 4-м по числу забитых мячей. По итогам 2014/15 чемпионата Норвегии, в команде Эльверум Гандбол Эрик Тофт стал 5-м по числу забитых мячей. 
В 2017 году Тофт перешел в датский клуб «Морс-Ти»

### Международная карьера
Эрик Тофт впервые был приглашен в юношескую сборную Норвегии в 2008 году. Постоянно выступал за юношескую сборную Норвегии, сыграв за неё 27 матчей и забросил 109 мячей. В 2020 году дебютировал в национальной сборной. Вошёл в составе сборной на Евро-2022.

## Личная жизнь
У Эрика Тофта есть брат Ларс и сестра Нора. Ларс - футболист клуба Стринхейм из Трондхейма, который выступает во второй лиге чемпионата Норвегии..